# Campoletis exarmator
Campoletis exarmator är en stekelart som beskrevs av Aubert 1974. Campoletis exarmator ingår i släktet Campoletis och familjen brokparasitsteklar. Inga underarter finns listade.